# Intercambiador Imabari
El intercambiador Imabari (今治インターチェンジ Imabari-Intāchenji?) es un intercambiador de la autovía de Nishiseto que se encuentra en la ciudad de Imabari en la prefectura de Ehime.

## Características
Es el último intercambiador de la autovía de Nishiseto, y a su vez es el primero de la autovía Imabari-Komatsu y el punto de inicio de la ruta de Imabari (今治道路 Imabari-dōro?). Sin embargo, dado que el tramo intercambiador Imabari-intercambiador Imabari-Yunoura de la autovía Imabari-Komatsu aún no ha sido construido, el único acceso posible es hacia la ruta de Imabari.
Por otro lado, el intercambiador Imabari-Kita (今治北インターチェンジ Imabari-Kita Intāchenji?) sólo permite el acceso en sentido hacia Honshu (本州 Honshū?), por lo que si se accede a la autovía de Nishiseto desde el intercambiador Imabari, la siguiente salida sería el intercambiador Ooshima-Minami (大島南インターチェンジ Ooshima-Minami Intāchenji?) en la isla Oo. En consecuencia, sería la última salida dentro de la isla de Shikoku cuando se inaugure la autovía Imabari-Komatsu.

## Cruce importante
- Ruta Nacional 196
  - Ruta de Imabari (今治道路 Imabari-dōro?) (punto de inicio)

## Alrededores del intercambiador
- Fuji Sucursal Imabari
- Saty Sucursal Imabari

## Intercambiador anterior y posterior
- Autovía Imabari-Komatsu - Autovía de Nishiseto

Intercambiador Imabariasakura (proyectado) << Intercambiador Imabari >> Intercambiador Ooshimaminami
- Autovía de Nishiseto - Autovía Imabari-Komatsu

Intercambiador Imabarikita << Intercambiador Imabari >> Intercambiador Imabariasakura (proyectado)